# 光伏逆变器

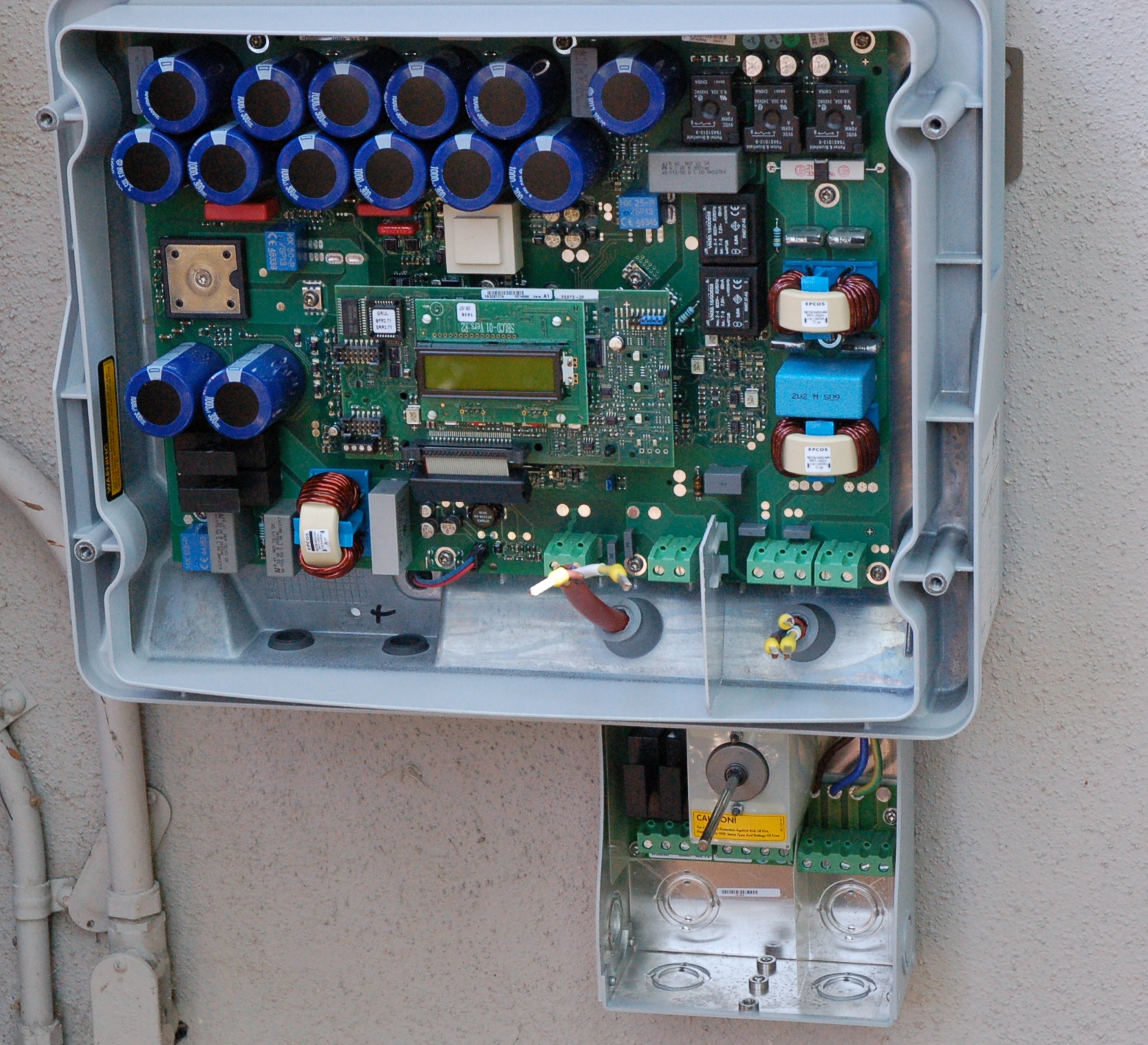
太陽光變頻器的內部，其中上方有許多的藍色電解電容器，可以用來暫時儲存電能，提升輸出波形

太陽光變頻器（PV inverter或solar inverter）可以將光伏（PV）太陽能板產生的可變直流電壓轉換為市電頻率交流電（AC）的變頻器，可以回饋回商用輸電系統，或是供離網的電網使用。太陽光變頻器是光伏陣列系統中重要的系统平衡（BOS）之一，可以配合一般交流供電的設備使用。太陽能變頻器有配合光伏陣列的特殊功能，例如最大功率點追踪及孤島效應保護的機能。

## 分類
太陽能逆變器可以分為以下三類：

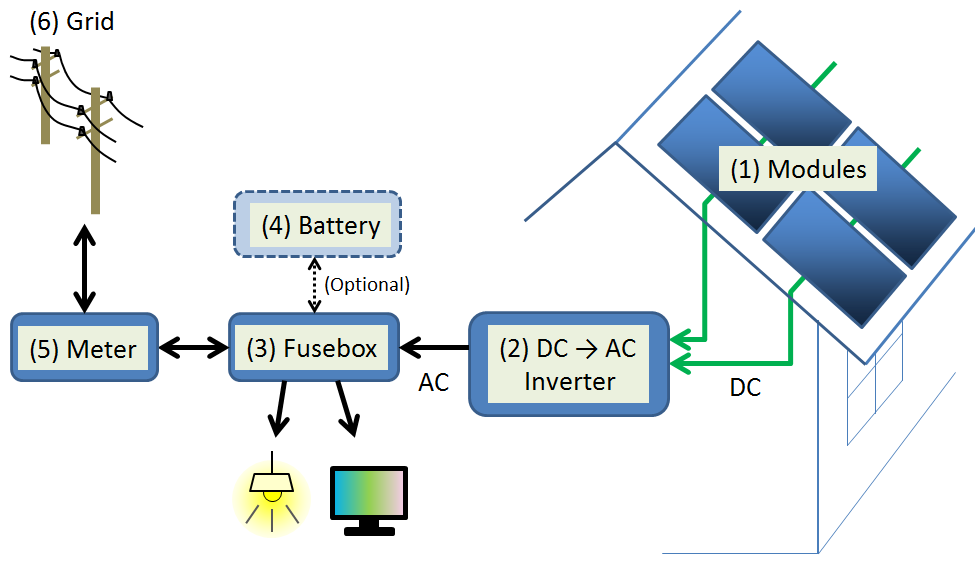
聯網式光伏系統的簡化架構圖

1. 獨立逆變器（Stand-alone inverters）：用在獨立系統，光伏陣列為電池充電，逆變器以電池的直流電壓為能量來源。許多獨立逆變器也整合了電池充電器，可以用交流電源為電池充電。一般這種逆變器不會接觸到電網，因此也不需要孤島效應（英语：islanding）保護機能。
2. 並網逆變器（Grid-tie inverters）：逆變器的輸出電壓可以回送到商用交流電源，因此輸出弦波需要和電源的相位、頻率及電壓相同。並網逆變器會有安全設計，若未連接到電源，會自動關閉輸出。若電網電源跳電，並網逆變器沒有備存供電的機能。
3. 備用電池逆變器（Battery backup inverters）是一種特殊的逆變器，由電池作為其電源，配合其中的電池充電器為電池充電，若有過多的電力，會回灌到交流電源端。這種逆變器在電網電源跳電時，可以提供交流電源給指定的負載，因此需要有孤島效應（英语：islanding）保護機能。

## 最大功率點追蹤
光伏逆变器會用最大功率點追蹤（MPPT）的技術來從太陽能板抽取最大可能的功率。太陽能電池的太陽輻照度、溫度及總電阻之間有複雜的關係，因此輸出效率會有非線性的變化，稱為電流-電壓曲線（I-V curve）。最大功率點追蹤的目的就是在各環境下，針對太陽能模組的輸出取様，產生一個（太陽能模組的）負載電阻來獲得最大的功率。
太陽能電池的形狀因子（Fill factor，簡稱FF）配合其開路電壓（Voc）及短路電流（Isc）會決定太陽能電池的最大功率。形狀因子定義為太陽能電池的最大功率除以Voc和Isc乘積後的比值。
最大功率點追蹤有三種不同的演算法：擾動觀察法（perturb-and-observe）、增量電導法（incremental conductance）及定電壓法（constant voltage），前兩種常會稱為「爬山法」，這些方法是依照電壓對功率的曲線，若落在最大功率點的左邊則提高電壓，若落在最大功率點的右邊則降低電壓。

## 微式光伏逆變器
微式光伏逆變器是只配合單一太陽能模組運作的光伏逆變器，將太陽能模組的直流電源轉換為交流電源。其設計允許以模組的方式由多台微式光伏逆變器獨立並聯運轉。

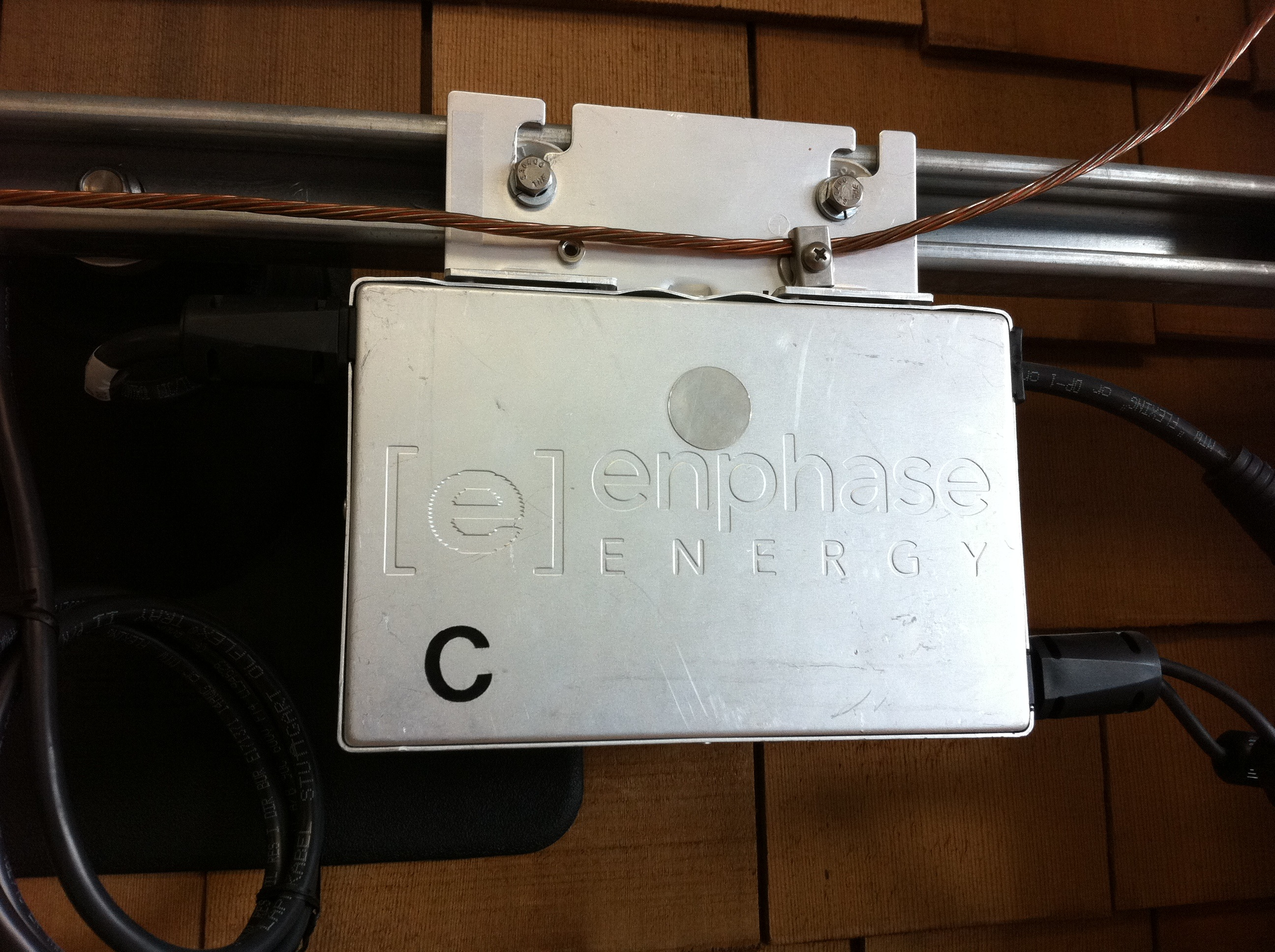
一台已安裝的微式光伏逆變器

微式光伏逆變器的優點包括可以針對單一太陽能模組進行功率最佳化，各個模組可以獨立運作，即即用的安裝方式，安裝方式及防火安全上的提昇，系統設計的成本最低，以及在庫存上也可以降到最低。
2011年美國阿巴拉契亞州立大學的研究指出，在使用相同太陽能面板的情形下，在未遮蔽的條件下個別的逆變器會比只用一台逆變器的串接型設備會多產生20%的電能，在有遮蔽的條件下，會多產生27%的電能。

## 并网逆变器
太陽能并网逆变器是將電能回饋到電網，若電網斷電時，需快速的切斷供電給電網的線路，這是美國國家電氣規範（NEC）的要求，以確保在斷電時，并网逆变器也會關閉，避免傷害維修電網的人員。
目前市面上的并网逆变器有使用許多不同的技術，包括使用較新的高頻變壓器、傳統的工頻變壓器，或是無變壓器的架構。高頻變壓器不是直接提供120 V或240 V的AC電源，而是有電腦控制的多步程序，讓電源轉換為高頻的交流電，再轉換為直流電，最後再轉換為電源需要的電壓及頻率。
以往對於無變壓器，又要供電到電網的系統會有一些疑慮，主要是因為在直流電路和交流電路之間沒有電隔離（galvanic isolation），若直流端故障，會有大電流流到交流端。不過自2005年起，美国消防协会（NFPA）的國家電氣規範允許無變壓器的逆變器。VDE 0126-1-1及IEC 6210也已允許及定義這類系統需要的安全機制。首先，需要有殘留電流或是接地電路以檢測異常短路的情形，並且也要進行絕緣測試以確認直流電路與交流電路之間的分離。
許多太陽能逆變器都是設計連接到電網，若沒有偵測到電網，逆變器不會運作。這類逆變器也有特殊的電路，精確的使輸出電壓的大小、頻率及相位都和電源搭配。

## 太陽能充電控制器
充電控制器可以用來搭配太陽能板以及用直流電的設備。充電控制器可以提供穩定的直流電源輸出，並將多餘的能量儲存在電池中，並且監控電池的電量以避免過度充電或是過度放電。若一些較貴的模組還可以支援MPPT。逆變器可以接到太陽能充電控制器的輸出，再由逆變器推動交流的負載。

## 太陽能泵變頻器
太陽能泵變頻器可以將太陽能模組產生的直流電轉換為交流電去驅動水泵，不需要電池或是其他的能量儲存設備。配合MPPT（最大功率點追蹤），太陽能泵變頻器可以調節輸出頻率以控制泵的轉速，避免驅動泵的馬達損壞。
太陽能泵變頻器一般會有數個接口，可以允許太陽能模組陣列提供直流電流，會有一個接口輸出交流電壓，也可能會有接水位感測器輸入的接口。

## 市場
2014年時，最先進的光伏逆變器轉換效率可以到98%，其中串接型逆變器（string inverter）會用到住家或是中型的光伏系統，而中央型的逆變器會用到大型的商用系統甚至電網等級的市場。中央型逆變器及串接型逆變器的市佔率分別為50%及48%，微型逆變器的市佔率只有不到2%
| 種類 | 功率               | 效率(a) | 市佔率(b) | 註解                                                                   |
| --- | ------------------ | ------- | --------- | ---------------------------------------------------------------------- |
| 串接型逆變器 | 最大到100 kWp(c)   | 98%     | 50%       | 每WP為€0.15(b)，容易取代                                               |
| 中央型逆變器 | 100 kWp以上        | 98.5%   | 48%       | 每WP為€0.10，可靠度高，一般會隨著服務合約一起銷售                      |
| 微型逆變器 | 光伏模組的功率範圍 | 90%–95% | 1.5%      | 每WP為€0.40，但有容易取代的問題                                        |
| 直流-直流轉換器 功率優化器 | 光伏模組的功率範圍 | 98.8%   | 不適用    | 每WP為€0.40，但有容易取代的問題，仍需要逆變器，2013年約架設了0.75GWP。 |
| 資料來源：IHS 2014年的資料，remarks by Fraunhofer ISE 2014, from: Photovoltaics Report, updated as 2014-09-08, p. 35, PDF Notes: (a)best efficiencies displayed, (b)market-share and cost per watt are estimated, (c)kWp = 千瓦光伏額定功率 |                    |         |           |                                                                        |